# Retoucheren

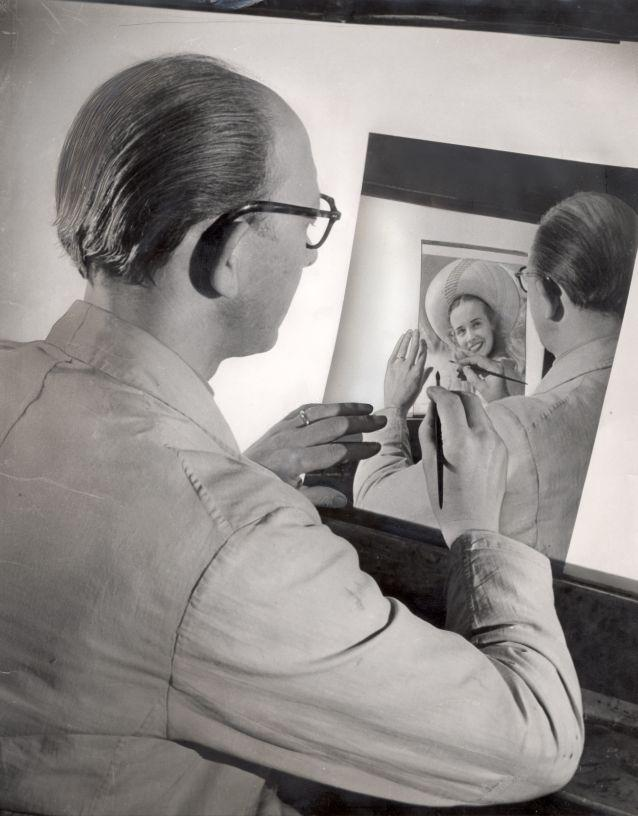
Retoucheren van een foto (1952)

Retoucheren is het achteraf bewerken van een afbeelding of een film. Het doel is het werk te ontdoen van ongerechtigheden, het verantwoord aanbrengen van verbeteringen. Wanneer de voorstelling wordt aangepast of een andere inhoud wordt gegeven, dan spreekt men van manipulatie of beeldmanipulatie.
Het retoucheren van schilderijen is vakwerk. Het vraagt een grote deskundigheid in verband met de gebruikte materialen. Het retoucheren van negatieven of films gebeurt ook meestal beroepsmatig. Het retoucheren van foto's is relatief eenvoudig, mits ze zijn afgedrukt op niet-glanzend papier. Bij zwart-wit foto's worden de witte streepjes en lijntjes, veroorzaakt door het stof op het negatief, uitgestipt met potlood. Vaak met een zacht Conté-potlood, waarbij de scherpe overgangen worden verzacht met een doezelaar. 
Digitaal beeldmateriaal wordt geretoucheerd met speciale computer software. Een veel gebruikt programma daarbij is Adobe Photoshop. Vandaar dat van foto's van dames met een opvallend gladde huid of van extra mooie luchten boven een landschap wel wordt gezegd dat ze lijken te zijn "gefotoshopt".